# Broch of Culswick
De Broch of Culswick, is een broch aan de westzijde van Mainland, Shetland, vlak bij het dorpje Culswick.

## Historie
Momenteel (2008) heeft er nog geen grote opgraving plaatsgevonden bij de broch, waardoor er slechts zeer weinig over bekend is. George Low bezocht in 1774 de Shetlandeilanden en schreef er een boek over. In dit boek staat een afbeelding van de Broch of Culswick. Mits de tekening destijds accuraat was, is de broch sindsdien aanzienlijk verder ingestort. Ook zijn er vermoedelijk stenen gebruikt voor de bouw van boerderijen in de regio.

## Beschrijving

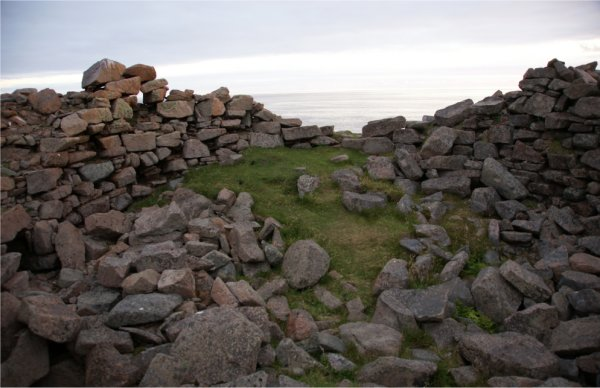
De binnenzijde van de Broch of Culswick.

Er zijn een tweetal aspecten aan de broch, welke hem bijzonder, mogelijk zelfs uniek, maken. Ten eerste is hij opgetrokken uit een roze/rood gekleurde steen. Ten tweede is de bovendorpel van de ingang gemaakt van een driehoekige steen, in tegenstelling tot een platte steen zoals bijvoorbeeld bij de Mousa Broch en Dun Telve.
De broch ligt langs de kust, boven op een heuvel. De grote toren van de broch is voor een groot gedeelte ingestort en is op de hoogste plek nog ongeveer drie meter. De diameter van de toren is iets meer dan tien meter. De ingang van de broch is op het zuiden gericht. De gang die in het verleden toegang verschafte tot de binnenzijde is ingestort. De muur is ongeveer drie meter dik. Rondom de broch ligt een greppel. Om deze greppel ligt een lage muur.